# Snäpplås (beslag)

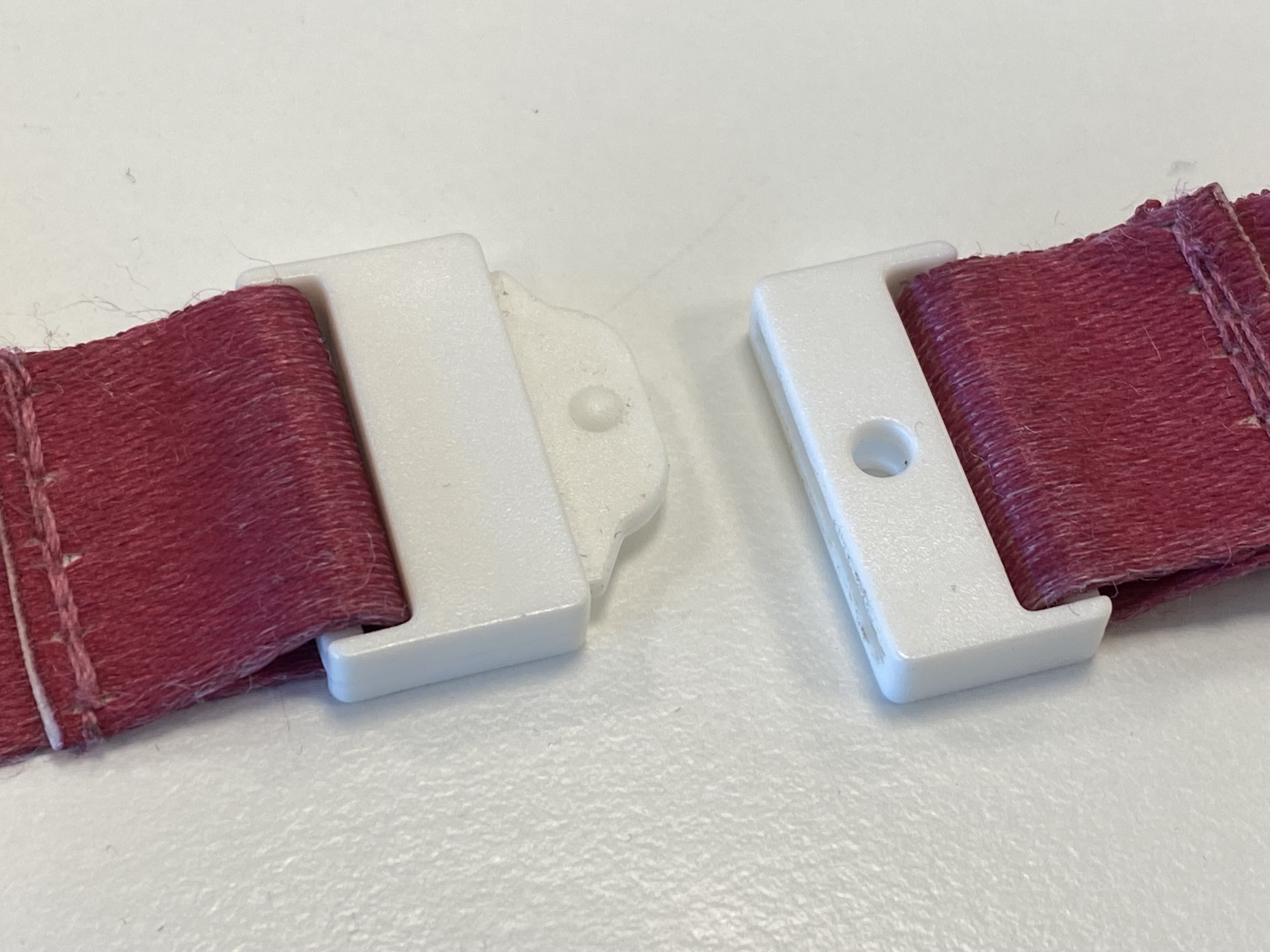
Ett snäpplås

Snäpplås är ett slags beslag, som håller locket på schatull och dylikt i stängt läge. Det är lätt att öppna genom att man med handen för en fjäderbelastad hake åt sidan. Om haken är återförd i låsläge, behöver man bara låta locket falla ner, så griper snäppet tag och håller locket på plats i stängt läge.
Vid en mer utvecklad variant är det omöjligt att föra haken åt sidan, med mindre man frigjort den med hjälp av en nyckel eller rätt inställning av ett kombinationslås av enkelt slag.